# Jean Vanier
Jean Vanier (10. října 1928 Ženeva – 7. května 2019 Paříž) byl kanadský katolický teolog, humanitář a zakladatel komunit L'Arche (česky Archa), ve kterých bydlí ve společném domově lidé s mentálním postižením spolu s asistenty. Založil také hnutí Víra a Světlo. V roce 2015 se stal laureátem Templetonovy ceny.

## Sexuální zneužívání
Necelý rok po jeho smrti se objevila informace, že v letech 1970 až 2005 sexuálně zneužíval ženy, které se k němu obracely s žádostí o pomoc.